# Komunistička partija Litve
Komunistička partija Litve (litavski: Lietuvos komunistų partija, ruski: Коммунистическая партия Литвы) bila je prva komunistička partija i vladajuća partija Litve od 1940. do 1990. godine.

## Povijest

### Nastanak
Komunistička partija Litve osnovana je 14. kolovoza 1918. godine u Vilniusu. Formirana je od radikalne frakcije Socijaldemokratske partije Litve, na način sličan formiranju mnogih drugih komunističkih partija toga vremena. Prvi je kongres KPL održala u Vilniusu 15. rujna 1918. Kongres je bio ilegalan jer se Vilnius tada nalazio pod kontrolom kontrarevolucionarnih poljskih snaga. Ubrzo nakon stvaranja Litavsko-bjeloruske SSR početkom 1919. godine, KPL je spojena s Komunističkom partijom Bjelorusije, čime je službeno nastala Komunistička partija (boljševika) Litve i Bjelorusije. Ukidanjem Litavsko-bjeloruske SSR u srpnju 1919. i potpunim sovjetskim porazom na litavskom frontu KP(b)LB je izgubila smisao postojanja i ponovno se podijelila na litavsku i bjelorusku partiju u studenom 1920. godine.

### Međuratno razdoblje
Nakon sovjetskog poraza u Litavskom ratu za neovisnost, KPL je bila prisiljena na ilegalnost. Brojno joj je stanje variralo između nekoliko stotina i nekoliko tisuća članova, te je zbog svoje malobrojnosti ostala na rubu litavske političke scene. KPL je nakratko legalizirana nakon parlamentarnih izbora 1926. godine, no vojnim je pučem nekoliko mjeseci kasnije ponovno stavljena izvan zakona, zajedno sa svim ostalim ljevičarskim strankama. Komunistička je partija bila predvodnica borbe protiv nove autoritarne nacionalističke vlasti i za tu je svrhu tražila pomoć susjednog Sovjetskog Saveza.
Tajnim protokolima Pakta Ribbentrop-Molotov, potpisanog 23. kolovoza 1939. godine u Moskvi, baltičke su države, uključujući Litvu, de facto predane Sovjetskom Savezu. SSSR je vojno okupirao Litvu 15. lipnja 1940. godine, nakon čega je nominalna vlast predana KPL kojoj je time povjerena dužnost sastavljanja Narodnog Seimasa. Narodni je Seimas bio sastavljen isključivo od predstavnika KPL, izabranih na jednostranačkim parlamentarnim izborima u srpnju iste godine. 3. kolovoza 1940. Litva je i službeno pripojena Sovjetskom Savezu, čime je nastala Litavska Sovjetska Socijalistička Republika, a Narodni Seimas je preimenovan u Vrhovni sovjet Litavske SSR. Ubrzo potom, Komunistička partija Litve postala je dijelom Svesavezne komunističke partije (boljševika).

### Litavska SSR
KPL je odmah po dolasku na vlast pokrenula staljinističke procese preobrazbe litavskog društva. Nekoliko tjedana prije početka operacije Barbarossa u lipnju 1941. godine, započele su masovne deportacije "narodnih neprijatelja" iz baltičkih krajeva što je uzrokovalo val otpora na tom području. Zbog toga je većina Litavaca dočekala nadolazeće njemačke vojnike kao osloboditelje, ali taj je početni entuzijazam ubrzo splasnuo. Protjerivanjem Crvene armije i njemačkom okupacijom Litve KPL je još jednom postala ilegalna, a njeno je vodstvo mahom izbjeglo. Preostali dio partijskog kadra je tijekom rata bio glavni oslonac antifašističkog otpora u Litvi, dok je u Rusiji osnovano Zapovjedništvo litavskog partizanskog pokreta, predvođeno članom KPL-a Antanasom Sniečkusom.
Nakon sovjetske Baltičke ofanzive ujesen 1944. godine, Litva je ponovno postala dijelom Sovjetskog Saveza. 1948. godine nastavljen je proces kolektivizacije poljoprivrede, a dovršen je 1952. godine. Nakon Staljinove smrti 1953. godine i amnestije tadašnjih političkih zatvorenika, Antanas Sniečkus, sada generalni sekretar KPL, zabranio je većini povratak u Litvu, usprkos naredbama iz Moskve.
Komunistička partija Litve je službeno zabranjena u kolovozu 1991. godine, nakon proglašenja litavske neovisnosti, iako je već 1989. veći dio članstva izašao iz partije i osnovao novu Demokratsku radničku partiju Litve. Istovremeno se ostatak KPL raspao na dvije frakcije od kojih je jedna službeno ostala dijelom KPSS, dok je druga proglasila "političku samostalnost". Komunistička partija Litve od 1991. djeluje ilegalno i bez pretjeranog utjecaja na tamošnji politički život.

## Generalni sekretari
- Pranas Eidukevičius (1918. – 1919.)
- Vincas Mickevičius-Kapsukas (1919. – 1920.) - također i sekretar KP(b)LB
- Karolis Požėla (1920. – 1926.)
- Antanas Sniečkus (1926. – 1931.)
- Motiejus Šumauskas (1931. – 1936.)
- Antanas Sniečkus (1936. – 1938.)
- Icikas Meskupas-Adomas (1938. – 1940.)
- Antanas Sniečkus (21. srpnja 1940. – 22. siječnja 1974.)
- Petras Griškevičius (18. veljače 1974. – 14. studenog 1987.)
- Ringaudas Songaila (1. prosinca 1987. – 19. listopada 1988.)
- Algirdas Brazauskas (19. listopada 1988. – 1990.)
- Mykolas Burokevičius (1990. – 1991.)